# (30089) Terikelley
(30089) Terikelley, désignation provisoire 2000 EW128, est un astéroïde de la ceinture principale, découvert en 2000.

## Description
(30089) Terikelley a été découvert le 11 mars 2000 à la station Anderson Mesa, un des deux sites d'observation de l'observatoire Lowell en Arizona (États-Unis), par le programme Lowell Observatory Near-Earth-Object Search (LONEOS).

### Caractéristiques orbitales
L'orbite de cet astéroïde est caractérisée par un demi-grand axe de 2,61 ua, un périhélie de 2,09 ua, une excentricité de 0,20 et une inclinaison de 5,75° par rapport à l'écliptique. Du fait de ces caractéristiques, à savoir un demi-grand axe compris entre 2 et 3,2 ua et un périhélie supérieur à 1,666 ua, il est classé, selon la JPL Small-Body Database, comme objet de la ceinture principale d'astéroïdes.

### Caractéristiques physiques
(30089) Terikelley a une magnitude absolue (H) de 15,0 et un albédo estimé à 0,039.

## Étymologie
Cet astéroïde est nommé en l'honneur de Teri Twarkins Kelley (1975-).